# George Buckland
Pour les articles homonymes, voir Buckland.
George Buckland, né le 13 avril 1883 à Didsbury et mort le 28 janvier 1937 à Timperley, est un joueur britannique de crosse.

## Biographie
George Buckland, joueur du Eccles Lacrosse Club, fait partie de l'équipe nationale britannique médaillée d'argent aux Jeux olympiques d'été de 1908 à Londres. Les Britanniques perdent le seul match de la compétition contre les Canadiens sur le score de 14 à 10.